# Hidra kommun
Hidra kommun (norska: Hidra kommune) var en kommun i Vest-Agder fylke i södra Norge. Kommunen omfattade den sydvästra delen av nuvarande Flekkefjords kommun. Byn Kirkehamn (Kirkehavn) utgjorde kommunens centralort.

## Administrativ historik
Hidra kommun upprättades den 8 oktober 1893 när den dåvarande kommunen Nes og Hidra (Nes og Hitterø) delades i två och de båda kommunerna Nes respektive Hidra (Hitterø) bildades. Kommunen hade 2 075 invånare vid upprättandet.
Den 1 januari 1965 gick kommunen, tillsammans med kommunerna Gyland och Nes och en del av Bakke kommun, upp i Flekkefjords kommun. Kommunens hade då 1 277 invånare.